# دی‌متیل‌دی‌اکسیران
دی‌متیل‌دی‌اکسیران (DMDO)، همچنین به عنوان واکنشگر مورای-که به افتخار رابرت دبلیو مورای نامگذاری شده-نیز شناخته می‌شود، یک دی‌اکسیران مشتق شده از استون است و می‌تواند به عنوان مونومر استون پراکسید در نظر گرفته شود. این ماده یک عامل اکسنده قوی و در عین حال انتخابی است که در سنتز آلی کاربرد دارد. این ماده تنها به شکل محلول رقیق، معمولاً در استون موجود است و از این رو خواص ماده خالص آن تا حد زیادی ناشناخته است.